# Il sacro
Il sacro (titolo completo: Il sacro. Sull'irrazionale nell'idea del divino e il suo rapporto con il razionale) è un fondamentale saggio pubblicato nel 1917 dal filosofo e storico delle religioni tedesco Rudolf Otto. Il volume sostiene che il sacro è caratterizzato dall'esperienza del totalmente Altro. L'opera esercitò una notevole influenza fra gli studiosi del XX secolo.

## Contesto
Rudolf Otto dichiarò che il pensiero di Friedrich Schleiermacher condizionò significativamente l'opera. Altri autori importanti furono: Martin Lutero, Albrecht Ritschl, Immanuel Kant e Jakob Friedrich Fries.

## Contenuto
Il concetto-chiave del libro è rappresentato dalla parola latina numen ("potere divino") che indica un'esperienza o un sentimento del Totalmente Altro (in tedesco: ganz Andere) che non sono basati sulla ragione o sulla stimolazione sensoriale. Si tratta di un fenomeno irriducibile ad altre idee o concetti, che dunque non può essere espresso a parole, ma soltanto ridestato negli individui fino a condurli al punto di farne esperienza diretta.
I capitoli 4 e 6 sono dedicati al tentativo di evocare ciò che pertiene al numen e i suoi vari aspetti.
All'interno del sacro si trova la nozione di mistero (in latino: mysterium), nel senso dell'etimologia greca del termine ("tengo la bocca chiusa"): qualcosa di inaccessibile, ineffabile, inesprimibile e indisponibile. Tale mistero è spaventevole (tremendum) perché richiama il senso di inferiorità, contingenza e dipendenza delle creature umane da Dio, nonché il Giudizio finale; è anche affascinante (fascinans) per il senso di riverente adorazione che suscita nei confronti della divinità. Nella Bibbia si trova in misura molto maggiore rispetto alle altre religioni.
Il sacro è qualcosa di indisponibile, un dono divino che esige rispetto (ad esempio Dio che chiede a Mosè di togliersi i calzari prima di entrare nella Tenda). La Rivelazione è ciò che crea lo spazio del sacro. Tutte le religioni hanno un testo sacro che tenta di risolvere l'enigma dell'uomo e di Dio. Soltanto la religione cristiana ha un testo sacra nel quale Dio si rivela totalmente, esplicitando la sua vita personale e trinitaria.

## Ricezione
La prima traduzione in inglese fu data alle stampe nel 1923. Si tratta del libro più famoso di Rudolf Otto. Eminenti studiosi del XX secolo hanno elogiato il libro e riconosciuto il loro debito teoretico includono: Edmund Husserl, Karl Barth, Joachim Wach, Gerard van der Leeuw e Mircea Eliade.